# Voo Pan Am 214
O Voo 214 da Pan Am era uma rota aérea que ligava a ilha de Porto Rico aos Estados Unidos. Na noite de 8 de dezembro de 1963, a rota  era atendida pelo Boeing 707, prefixo N709PA Clipper Tradewind, quando a aeronave acabou enfrentando uma tempestade severa e explodiu no ar após ser atingida por um raio quando sobrevoava a cidade de Elkton (Maryland). A explosão matou todos os 81 ocupantes da aeronave e  é considerada pelo Guinness Book of World Records (2005) como o maior desastre aéreo causado por um raio na história da aviação comercial.

## Aeronave
Após o lançamento do de Havilland Comet, a aviação comercial entraria na era a jato. Com isso, diversos fabricantes intensificaram as pesquisas de de novas aeronaves a jato. A Boeing iniciaria o projeto do 707 em 1954, tendo a aeronave efetuado seu primeiro voo em 20 de dezembro de 1957. A Pan Am foi a primeira companhia a aérea a adquirir o Boeing 707 e operou 128 aeronaves , de diversas versões. A aeronave acidentada fazia parte do lote das primeiras 8 adquiridas.

## Acidente
O Boeing 707, prefixo N709PA Clipper Tradewind, decolaria do aeroporto de La Isla Verde, San Juan-Porto Rico, às 16h 10 min (EST) dando início ao Voo 214 com destino a Filadélfia e escala em Baltimore. Entre San Juan e Baltimore, 69 passageiros seriam transportados. O N709PA Clipper Tradewind pousou no aeroporto Internacional Baltimore/Washington às 19h 35 min. A aeronave foi reabastecida e preparada para o destino final em 49 minutos onde decolaria rumo a Filadélfia transportando 73 passageiros que embarcaram em Baltimore.
As condições meteorológicas eram ruins e a aeronave enfrentaria severa tempestade. Faltando 2 minutos para as 21h, um raio caiu sobre o Clipper Tradewind, causando uma explosão. Logo em seguida a tripulação do Boeing lançou um breve sinal de Mayday, cortado por outra explosão, dessa vez mais violenta que destruiu completamente a aeronave ainda no ar. Seus destroços cairiam a 30 metros de uma residência na cidade de Elkton (Maryland). A violência da explosão causou a morte instantânea de todos os ocupantes, e, deixou apenas restos calcinados da aeronave numa área de centenas de metros.
| “ | Mayday, Mayday! Clipper 214 fora de controle... ai vamos nós... | ” |

## Investigações

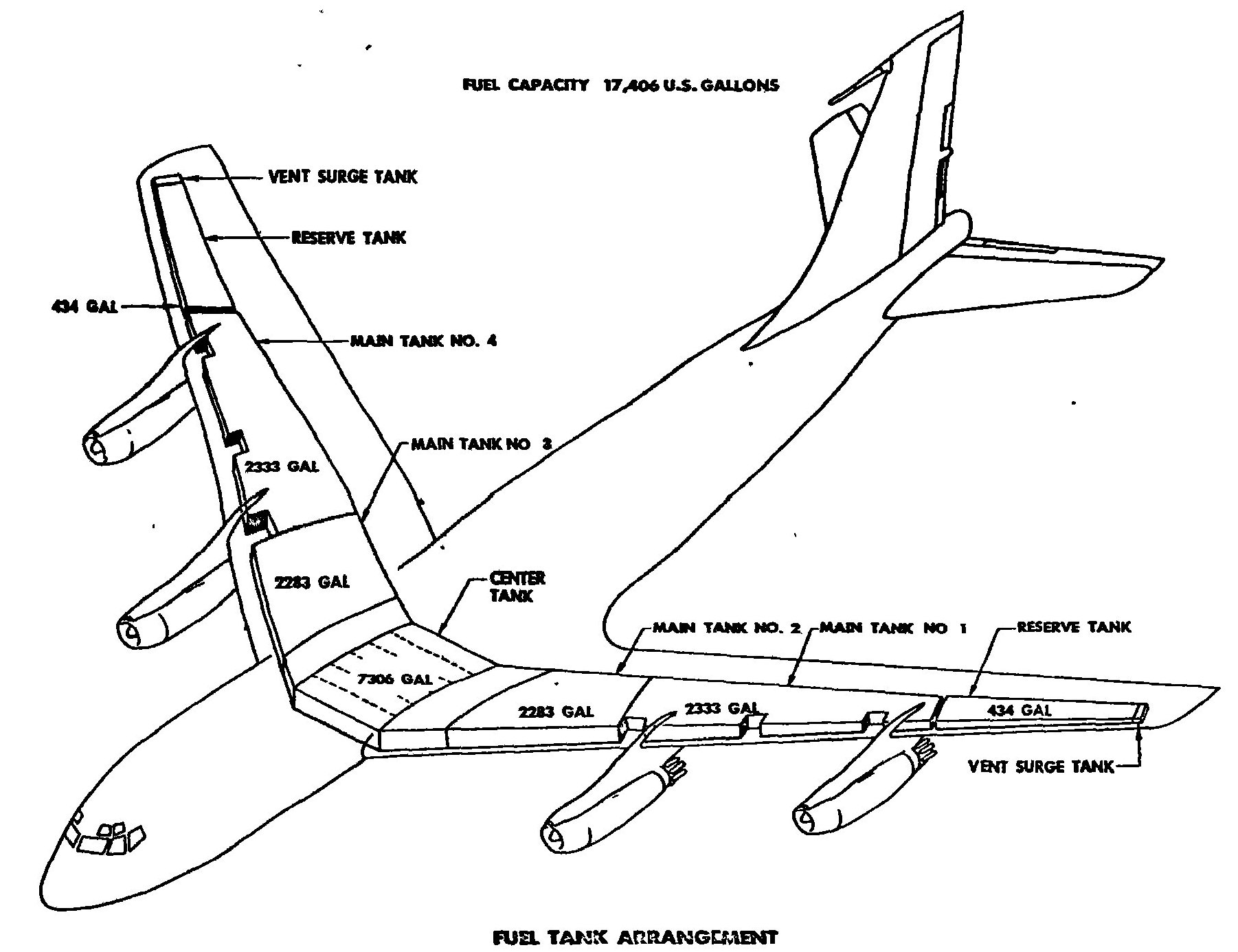
Diagrama dos tanques de combustível do Boeing 707. O primeiro tanque de combustível a explodir foi o número 1, localizado na asas esquerda.

As investigações seriam comprometidas pela severa destruição da aeronave.
| “ | O aparelho está quase em pedaços e nós não sabemos se poderá fornecer algum dado útil | ” |

Nove dias após o acidente, Leon H. Tanguay, diretor do birô de segurança da Civil Aeronautics Board (CAB) , sugeriu em uma carta enviada para a Federal Aviation Administration que o acidente poderia ter sido causado pela ignição dos gases oriundos do combustível localizado nos tanques da aeronave. Além disso, Tanguay sugeriu a FAA que fossem realizadas modificações nos projetos futuros de aeronaves de forma a impedir que esse fenômeno ocorresse. Trinta e três anos mais tarde, o National Transportation Safety Board (NTSB-sucessor da CAB) fez a mesma recomendação após o acidente com o Voo TWA 800.
O inquérito seria concluído quase 2 anos depois. A Civil Aeronautics Board concluiu que um raio atingiu a aeronave, causando uma ignição que fez explodir os tanques de combustíveis  que estavam carregados aquela altura com uma mistura de gases inflamáveis (que ocupavam os espaços vazios dos tanques conforme eles eram sendo esvaziados) e querosene.
Após o acidente, a Federal Aviation Administration (FAA) ordenou a implantação de para raios em todas as aeronaves comerciais a jato que voavam no espaço aéreo dos Estados Unidos.